# Ralph Shove
Ralph Samuel Shove (ur. 31 maja 1899 w Ospringe, zm. 2 lutego 1966 w North Kesteven) – brytyjski wioślarz, oficer i prawnik, srebrny medalista olimpijski. 
Kształcił się w Uppingham School i Kolegium Trójcy Świętej University of Cambridge. Dwukrotnie brał udział w The Boat Race; w latach 1912 i 1913 ponosił porażki. 
Wystąpił na igrzyskach olimpijskich w Antwerpii w 1920, gdzie Brytyjczycy w składzie: Ewart Horsfall, Guy Oliver Nickalls, Richard Lucas, Walter James, John Campbell, Sebastian Earl, Ralph Shove, Sidney Swann i Robin Johnstone zdobyli srebrny medal w ósemkach. W finale o 0,8 sekundy wyprzedziła ich reprezentacja USA. Był to jego jedyny start olimpijski.
W trakcie I wojny światowej wstąpił do British Army, otrzymując przydział w Royal Field Artillery w stopniu podporucznika. Służbę zakończył w stopniu majora.
Po wojnie był sędzią pokoju oraz sędzią sądu hrabstwa.